# Phaneta artemisiana
Phaneta artemisiana is een vlinder uit de familie van de bladrollers (Tortricidae). De wetenschappelijke naam van de soort is, als Semasia artemisiana, voor het eerst geldig gepubliceerd in 1879 door Thomas de Grey Walsingham.

## Type
- holotype: "male"
- instituut: BMNH, Londen, Engeland
- typelocatie: "USA, California, Mount Shasta"